# La oca del Cairo
L’oca del Cairo (La oca del Cairo)  es una ópera bufa en tres actos, inacabada, que Wolfgang Amadeus Mozart comenzó en julio de 1783 y abandonó en octubre del mismo año. Se conserva íntegro el libreto en tres actos de Giambattista Varesco. Los fragmentos que se conservan, del Acto I, llevan por número KV 422; son siete de los diez números del primer acto, más algún recitativo, con una duración total de unos cuarenta y cinco minutos. 

## Historia
A los veintisiete años, y después del éxito de El rapto en el serrallo, Mozart quería demostrar que era capaz de componer una ópera cómica al estilo italiano. El conde Rosenberg Orsini, director del teatro de la Corte Imperial de Viena encargó a Mozart una opera bufa para la ópera italiana. Mozart encargó el libreto, a través de su padre, al viejo abate Varesco en Salzburgo. La correspondencia entre Mozart y su padre va informando de las distintas fases de la composición. Compuso varios fragmentos entre julio y octubre de 1783. 
Los motivos por los que abandonó la composición parecen ser varios: en primer lugar, precisaba componer trabajos que le proporcionasen dinero inmediato (carta a su padre de febrero de 1784); por otro lado, el libreto no lo convenció en ningún momento, rechazando el final, una variedad en tono de farsa de la leyenda del caballo de Troya. 
Estos pequeños fragmentos demuestran su evolución respecto a la ópera italiana anterior (La jardinera fingida) y muestran la madurez del compositor, anunciando ya el estilo de Las bodas de Fígaro. Los fragmentos fueron vendidos por su viuda, Constanze Mozart, al editor Johann Antón André. Se publicaron en 1855.
Varias versiones se han preparado adaptando otra música. Se estrenó en abril de 1860 en Fráncfort, en forma de concierto, con números tomados de Lo sposo deluso y algunas arias de concierto. La primera representación escénica tuvo lugar en 1867 en París. Fragmentos de las dos óperas incompletas La oca del Cairo y Lo sposo deluso, más Der Schauspieldirektor se han combinado para crear Waiting for Figaro, interpretado en 2002 por la Bampton Classical Opera. 
Esta ópera rara vez se representa en la actualidad; en las estadísticas de Operabase aparece con sólo 9 representaciones en el período 2005-2010.

## Personajes
Los personajes son:
Don Pippo, (Marqués de Ripasecca, enamorado de Lavina), bajo.
Donna Pantea (Sandra, esposa de Don Pippo, a la que éste cree muerta), soprano.
Celidora (hija de Sandra y Don Pippo, enamorada de Biondello, destinada a casarse con Lionetto), soprano.
Lavina (dama de compañía de Celidora), soprano.
Biondello (rico hombre de Ripasecca), tenor.
Calandrino (sobrino de Pantea, amigo de Biondello y amante correspondido de Lavina), tenor.
Chichibio (mayordomo de Don Pippo, amante de Auretta), bajo.
Auretta (doncella de Donna Pantea), soprano.

## Sinopsis
Don Pippo, un marqués español, mantiene a su única hija, Celidora, encerrada en una torre. Está prometida al conde Lionetto, pero su verdadero amor es Biondello, un rico hombre. También tiene allí encerrada a Lavina, con la que quiere casarse, sin saber que su mujer, Donna Pantea, sigue viva y que Lavina, en realidad, ama a Calandrino.
Biondello apuesta con el marqués que si puede rescatar a Celidora de la torre en el plazo de un año se casará con ella. Triunfa haciendo que se le disfrace de oca mecánica, y de esta manera entra en el jardín de la torre. Al tiempo, se descubre que Pantea es la vieja mujer de Don Pippo, a la que se creía muerta. 

## Análisis musical
- Instrumentación original:

La orquesta consiste en cuerda, oboes, trompas, fagotes y trompetas. Y, para los recitativos secos, clave y violonchelo.
- Libreto:

El libreto es obra de Giambattista Varesco, sacerdote de Salzburgo que ya había realizado el libreto para el Idomeneo. 
- Estructura musical:

De esta ópera que iba a tener dos actos, Mozart sólo compuso:
- - Dos dúos. El dúo de Auretta y Chichibio “es digno, por su franqueza y fascinación, de Susana y Fígaro” (Einstein, citado por Poggi).
  - Tres arias. El aria de Auretta “Se foie, qui nascoso” apunta al aria de Donna Anna “Or sai chi l’onnore” de Don Giovanni y el aria de Annio “Tu fosti tradito” en La clemenza di Tito. El aria de Don Pippo “Siano pronte”, conocida fragmentariamente, fue recuperada en el siglo XX, gracias a una copia que había formado parte de los bienes de Simon Mayr (1763-1845) en Bérgamo (Erich Valentin). El aria de Chichibio “es una obra maestra de agilidad de lengua, y no podemos por menos de pensar en el ‘Barbero de calidad’ rossiniano” (Einstein, citado por Poggi)
  - Un cuarteto.
  - Un final. “El final, en el que participan los siete personajes, debe ser considerado con especial respeto: es el más grande final bufo mozartiano, de estructura magistral” (Einstein, citado por Poggi).

## Discografía
Hay una grabación de los fragmentos compuestos por Mozart (Acto I), con orquestaciones y recitativos de Eric Smith: dirección de Peter Schreier, con Inga Nielsen, Edith Wiens, Pamela Coburn, Peter Schreier, Douglas Johnson, Dietrich Fischer-Dieskau, Antón Scharinger y la Orquesta de Cámara C. Ph. E. Bach (Volumen 39 de La edición completa de Mozart, con Lo sposo deluso, 1991, Philips)